# Палмова цивета на Оустън
Палмовите цивети на Оустън (Chrotogale owstoni), наричани също оустънови цивети или препаскови цивети, са вид бозайници от семейство Виверови (Viverridae), единствен представител на род Chrotogale.
Срещат се в екваториалните гори на северен Виетнам и съседни части на Лаос и Китай. Достигат дължина на тялото 57 сантиметра, а на опашката – 43 сантиметра. Хранят се главно с червеи и други дребни безгръбначни.